# Миколаєвичі (Смолевицький район)
Миколаєвичі (біл. вёска Мікалаевічы) — село в складі Смолевицького району Мінської області, Білорусь. Село підпорядковане Заболотській сільській раді, розташоване в центральній частині області.